# デ・ハビランド DH.88 コメット
デ・ハビランド DH.88 コメット
- 用途：エアレーサー
- 製造者：デ・ハビランド
- 初飛行：1934年9月8日
- 生産数：5機
- 運用開始：1934年10月20日
- 運用状況：退役

デ・ハビランド DH.88 コメット（de Havilland DH.88 Comet）は、イギリスのデ・ハビランド社が制作したレース用飛行機（エアレーサー）。

## 経緯
デ・ハビランドは1934年に、ビクトリア州100周年を記念して開催されたイングランド - オーストラリア間の11,000マイル（約17,703 km）を踏破する長距離エアレース「マックロバートソン・エアレース」に参加すべく、このレースの専用機としてDH.88の開発を開始した。一号機は設計開始から約10ヶ月後の1934年9月8日に初飛行し、続いて完成した2機とともに同年10月20日早朝にミルデンホールを出発した。
レースに参加した3機のうち、チャールズ・W・A・スコットとトム・C・ブラックが乗る「グロブナー・ハウス」（Grosvenor House）は、わずか3時間半の試験飛行のみでレースに参加し、キルクーク、バグダッド、シンガポール、ダーウィンを経由して、飛行中に左エンジンの油圧がゼロになるというトラブルに見舞われながらも、計70時間54分18秒の飛行を経てメルボルンに到着、優勝した。ほかの2機のうち1機は機体故障などで棄権したが、もう1機は4位でゴールしている。
レース後にさらに2機が製造されたほか、現在では飛行可能なレプリカ機も制作されている。

## 設計

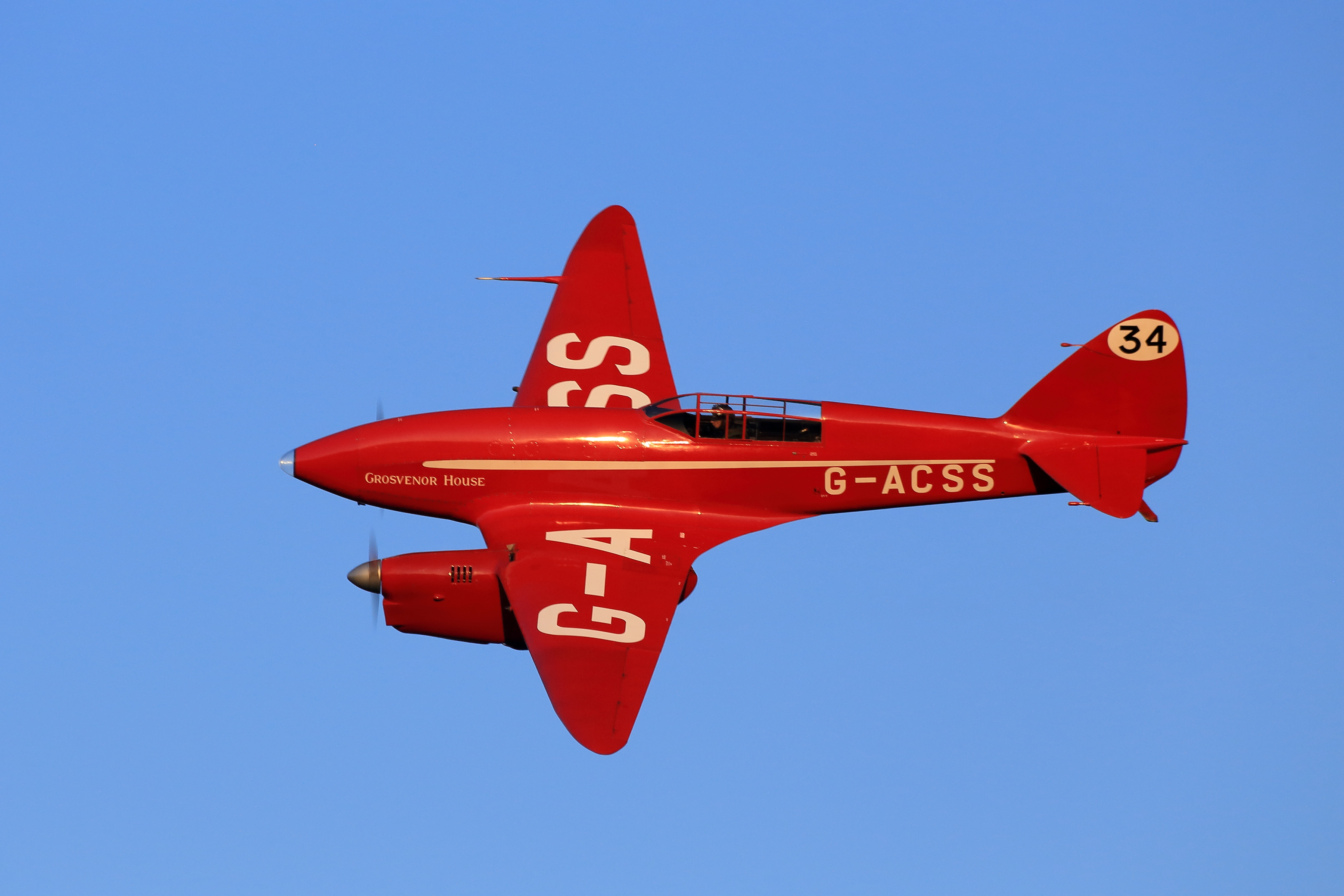
レストアされた「グロブナー・ハウス」

機体は空力的に洗練された単葉双発・流線型の全木製機で、最大時速200マイル（約322 km/h）以上、航続距離2,600マイル（約4,184 km）以上という要求性能を満たすために、さまざまな新機構が備えられていた。イギリス機としては初の手動式引込脚を装備するほか、後縁フラップやフランス・ラチエ社製の2翅自動可変ピッチプロペラも有する。コックピットはタンデム複座で、長距離飛行に備えて前後両方の座席に操縦装置を装備。燃料タンクはコックピット前の胴体内に配されている。
エンジンは自社製のジプシー・シックス（185 hp）をチューンナップして出力を向上させたジプシー・シックスR（230 hp）を2基装備し、高い速度を確保している。しかし、このチューンナップによってエンジンに過負荷がかかるようになり、オーバーヒートなどの問題が発生するようになった。
着陸時の安定性は悪く、着陸速度が時速90マイル（約153 km/h）に達するだけでなく、楕円形の翼端形状によって着陸時に急激な翼端失速が発生し、激しいピッチングやヨーイングを起こすという問題があった。また、エンジンポッドが前方視界を遮るため、パイロットは離着陸時に滑走路を見ることができなかった。

## 諸元
- 全長：8.84 m
- 全幅：13.41 m
- 全高：3.05 m
- 翼面積：31.21 m2
- 自重：1,288 kg
- 全備重量：2,413 kg
- エンジン：デ・ハビランド ジプシー・シックスR 空冷6気筒（230 hp） × 2
- 最大速度：381 km/h
- 実用上昇限度：5,790 m
- 航続距離：4,704 km
- 乗員：2名